# آبشار استانی کریک
آبشار استانی کریک (به انگلیسی: Stoney Creek Falls) آبشاری است که در کنز (استرالیا)، کوئینزلند واقع شده و ارتفاع کلی ریزشگاه آن ۴۲ متر است.